# Phragmitetalia
Phragmitetalia (Koch, 1926) – syntakson w randze rzędu należący do klasy Phragmitetea. Zbiorowisko roślinne hygrofitów tworzących szuwary przybrzeżne.

## Charakterystyka
Zbiorowiska hygrofitów tworzących szuwary strefy przybrzeżnej (litoral) oraz brzegów, wód płynących i stojących, zajmujących strefę pomiędzy roślinnością wody otwartej a szuwarami niskoturzycowymi. Zbudowane głównie z roślin trawiastych, wielkich turzyc oraz bylin dwuliściennych. Gatunki charakterystycznych dla tego rzędu odznaczają się brakiem wierności fitosocjologicznej co owocuje występowaniem ich w mniejszej bądź większej ilości w innych zbiorowiskach roślinnych.
Występowanie
Europa i północna Azja. W Polsce pospolite na terenie całego kraju.
Charakterystyczna kombinacja gatunków
ChCl. : manna mielec (Glyceria maxima), marek szerokolistny (Sium latifolium), oczeret Tabernemontana (Schoenoplectus tabernaemontani), pałka szerokolistna (Typha latifolia), ponikło błotne (Eleocharis palustris), skrzyp bagienny (Equisetum fluviatile), szczaw lancetowaty (Rumex hydrolapathum), trzcina pospolita (Phragmites australis), żabieniec babka wodna (Alisma plantago-aquatica).
Podkategorie syntaksonomiczne
W obrębie syntaksonu wyróżniane są następujące związki występujące w Polsce:
- Phragmition – szuwary właściwe
- Magnocaricion – szuwary wielkoturzycowe
- Sparganio-Glycerion fluitantis